# Melamina
Este artigo é sobre o composto químico. O plástico às vezes chamado melamina é produzido por reação desta com formol. Se procura pelo pigmento encontrado no cabelo e pele, busque melanina.
Melamina é uma substância alcalina, considerada um trímero da cianamida, com 66% de sua massa composta de nitrogênio.
É usada na fabricação de plásticos (com formol) e produtos antichama (pois libera nitrogênio quando aquecida, propriedade compartilhada por outro composto relacionado, a dicianodiamida ou cianoguanidina).
Também é produzida como metabólito após a ingestão de ciromazina, um composto usado como pesticida.
Infelizmente, também é usada para adulterar testes por conteúdo de proteínas (quando dosadas por nitrogênio), em alguns produtos alimentícios. O produto é diluído e a melamina adicionada para "repor" o nitrogênio da proteína, porém sem valor alimentício.
Foi encontrado esta categoria de adulteração em alguns produtos chineses em 2007 (ração animal) e 2008 (leite e derivados).

## Toxidade
Devido à baixa solubilidade, a melamina se acumula nos rins e pode levar a crise renal.

## Produção
A melamina foi primeiramente sintetizada pelo químico alemão Justus von Liebig em 1834. Na produção inicial, primeiro cianamida de cálcio é convertida em dicianodiamida, então aquecida acima de sua temperatura de fusão para produzir. Entretanto, hoje a maioria dos fabricantes industriais usam ureia na seguinte reação para produzir melamina:
6 (NH2)2CO → C3H6N6 + 6 NH3 + 3 CO2
Isto pode ser entendido como duas etapas.
Primeiro, a ureia decompõe-se em ácido ciânico e amônia em uma reação endotérmica:
(NH2)2CO → HCNO + NH3
Então, o ácido ciânico se polimeriza para formar melamina e dióxido de carbono:
6 HCNO → C3H6N6 + 3 CO2
A segunda reação é exotérmica⁣, mas o processo global é endotérmico.